# プライマリー (ルルティアの曲)
「プライマリー」は、ルルティアの7枚目のシングル。

## 概要
2005年3月2日に発売された。全作詞作曲はルルティア。編曲はルルティア・佐藤鷹。
アルバム『ミーム』の先行シングルとして、アルバム『プロミスト・ランド』から9か月振り、シングルとしては「トロイメライ」以来1年4か月振りに発表された。シングルとしては3度目のオリコンチャートイン作品であり、これ以降シングルでのオリコンチャート入りは果たしていない。また収録曲3曲全てにタイアップが付いている。
CD-EXTRAとして収録曲「リラが散っても」が主題歌に起用された短編映画『きみの秘密、僕のこころ -your secret & my heart-』が完全収録されている。

## 収録曲
1. プライマリー
  - テレビ熊本・フジテレビ系スペシャルドラマ『彼らの海・VII 〜Wish On The Polestar〜』オープニングテーマ
  - 松竹系公開映画『楳図かずお恐怖劇場』「絶食」劇中使用曲
  - 初のドラマ主題歌に起用された。サウンド全てがミュージックシーケンサーとシンセサイザーの使用による打ち込みで構成されている。アルバム『ミーム』には冒頭イントロ部分を追加したアルバムバージョンで収録されている。なお、ドラマで使用されたピアノインストゥルメンタルはCDには未収録となっている。
2. リラが散っても
  - MOVIE HUSTLE短編映画『きみの秘密、僕のこころ -your secret & my heart-』テーマソング
  - 映画主題歌として、シングルの収録が決定する前から最も早く存在が明らかになっていた楽曲。主題歌起用は映画を監督・脚本・編集担当した窪田崇のオファーによるものであり、かねてより自分の作品への主題歌起用を熱望していたという。映画の劇中では主演の大沢あかねが同曲をピアノで演奏するシーンがあり、大沢本人も「歌っている声がすごく心温まる、可愛らしい声で、私の大好きな一曲」と評価している。なお、劇中で使用されたピアノインストゥルメンタルはCDには未収録だが、DVDのメニュー画面に収録されており、こちらで聴くことが出来る。
3. セレナイト
  - タツノコプロ40周年記念DVDアニメ作品『鴉 -KARAS-』エンディングテーマ
  - タイトルの「セレナイト」は透明石膏のこと。ストリングスを起用したロックバラード。アニメのテーマソングに起用されるのは「トロイメライ」「月千一夜」に続いて3曲目。

## CD-EXTRA
短編映画『きみの秘密、僕のこころ -your secret & my heart-』
制作:PIPPIN
監督・脚本：窪田崇（PIPPIN）
特別協賛：川口オートレース
出演：忍成修吾・大沢あかね
テーマソング：ルルティア「リラが散っても」
オープニングテーマ：ルルティア「ハートダンス」